# Synadene Byzantská
Synadene Byzantská (maďarsky: Szünadéné; 1058 – asi 1082) byla manželka krále Gejzy I. a uherská královna. Její křestní jméno není známo, proto je nazývána svým příjmením Synadéné.

## Život
Jejím otcem byl byzantský vůdce Theodoulos Synadenos a matkou jeho manželka, sestra byzantského císaře Nikefora III.
Okolo roku 1065 se vdala za uherského krále Gejzu a stala se jeho druhou manželkou. Spolu pak měli tři děti, syna Almoše a dvě dcery.
Její manžel zemřel v roce 1077. Synadene ho přežila, ale o jejím dalším osudu není nic známo.